# Denis Petrashov
Denis Evgenyevich Petrashov, né le 1er février 2000 à Bichkek, est un nageur kirghiz, spécialiste de brasse.
Il participe aux Jeux olympiques de 2016. C’est le fils du nageur Yevgeny Petrashov.

## Palmarès

### Championnats du monde

#### Grand bassin
- Championnats du monde 2025 à Singapour :
  -  Médaille de bronze du 100 m brasse